# Petalocephala koshunensis
Petalocephala koshunensis är en insektsart som beskrevs av Heinrich Christian Friedrich Schumacher 1915. Petalocephala koshunensis ingår i släktet Petalocephala och familjen dvärgstritar. Inga underarter finns listade i Catalogue of Life.